# Телохранитель Тесс
«Телохранитель Тесс» — фильм 1994 года с Ширли Маклейн и Николасом Кейджем в главных ролях. Маклейн исполняет роль вымышленной бывшей Первой леди Соединённых Штатов Тесс Карлайл, которая обладает сложным характером. Её защищают телохранители из секретной службы под предводительством Дага Чесника (Кейдж). Вся прислуга Тесс терпеть не может её прихоти и требования. Чесник отчаянно хочет получить другое задание, что Карлайл постоянно пресекает. Эта неприязнь исчезает, когда Карлайл похищают и Чесник со своей командой выкладываются на полную, чтобы её спасти.
Фильм снимался в Парктоне и был номинирован на Золотой глобус в 1995 году в номинации «лучшая женская роль — кинокомедия/мюзикл»: Ширли Маклейн.

## Сюжет
Даг Чесник — агент секретной службы, гордящийся своей работой, подходит ко всем заданиям с большим профессионализмом и всегда просчитывает все детали. Тем не менее, его задание за последние три года стало строгой проверкой его терпения. Тесс Карлайл, вдова бывшего президента США, знаменитая своей дипломатической и филантропической работой, — именно она и является заданием Дага — он отвечает за её безопасность. Однако Тесс относится к нему не как к шефу охраны, а скорее как к слуге, такому, как шофёр Эрл или медбрат Фредерик.
Даг расценивает как унижение своего профессионального достоинства выполнение мелких хозяйственных работ по дому или подачу Тесс завтрака в постель, но она приказывает ему так поступать, и он не может отказаться. Иногда Тесс даже отказывается следовать инструкциям безопасности, а если он попытается спорить, она обратится к своему близкому другу — действующему президенту Соединённых Штатов — и попросит его сделать Дагу строгий выговор. Так что, когда подходит к концу третий год противостояния между Дагом и Тесс, он просит более захватывающего и вызывающего назначения. Но Тесс имеет своё мнение на этот счёт; она решает, что ей нравится работать с Дагом, и настаивает на том, чтобы сделать это его постоянным заданием.
Тесс похищают. Настоящая работа только начинается…

## В ролях
- Ширли Маклейн — Тесс Карлайл
- Николас Кейдж — Даг Чесник
- Остин Пэндлтон[англ.] — Эрл Фоулер
- Эдвард Альберт — Бэрри Карлайл
- Джеймс Ребхорн — Говард Шэффер
- Ричард Гриффитс — Фрэдерик
- Джон Розелиус[англ.] — Том Балор
- Дэвид Граф — Ли Дэниэлсон
- Дон Йессо — Ральф Буонкристиани
- Джеймс Лэлли[англ.] — Джо Спектор
- Брант фон Хоффман — Боб Хатчерсон
- Гарри Ленникс — Кенни Янг
- Сьюзан Бломмэр — Кимберли Кэннон
- Дай Дэйл[англ.] — Чарльз Иви
- Джеймс Хэнди — Нил Карло

## Саундтрек
- «Madamina, il catalogo è questo»[англ.] (Ария со списком Лепорелло из оперы «Дон Жуан»).

Композитор — Вольфганг Амадей Моцарт.
Исполнение — Джузеппе Таддеи, оркестр «Филармония», дирижёр Карло Мария Джулини (использована запись, сделанная в 1961 году фирмой EMI).
- «Overture»

Композитор — Вольфганг Амадей Моцарт.
Исполнение — «Wiener Symphoniker».
Дирижёр — Бруно Вейл.
- «Shout»

Написана Рональдом Айли, Рудольфом Айли и О'Келли Айли.
Исполнение — «Братья Айли».
- «Ich Gehe, Doch Rate Ich Dir» / «Дуэт Блонды и Осмина» из оперы «Похищение из Сераля».

Композитор — Вольфганг Амадей Моцарт.
Исполнение — «Wiener Symphoniker», Güther Missenhardt, Elzbieta Szmytka
Дирижёр — Бруно Вейл.
- «Joy To The World» / «Радуйся, мир!»

## Интересные факты
- Секретная служба обеспечивает охрану вице-президента и членов его семьи согласно закону 91-217 от 1970 года.
- Оригинальное название фильма — англ. «Guarding Tess», что в переводе означает «Охраняя Тесс».
- Голос президента принадлежит сценаристу и режиссёру фильма Хью Уилсону.

### Упоминания в других фильмах
- В фильме «Бей и кричи»[англ.] можно увидеть «Телохранитель Тесс» на доске объявлений позади Зака.
- «Отпуск по обмену» — DVD на полке у Аманды.
- В фильме "Невыносимая тяжесть огромного таланта" - Хави Гутьерес рассказывает на вечеринке, что "Телохранитель Тесс" помог ему помириться с отцом.

## Номинации
- 1995 «Золотой глобус»
  - Лучшая женская роль (комедия или мюзикл)[англ.] — Ширли Маклейн